# Simon N’Zita Wa Ne Malanda
Simon N’Zita Wa Ne Malanda (* 23. Oktober 1908 in Nkungi, Zaire; † 17. Dezember 1991) war Bischof von Matadi.

## Leben
Simon N’Zita Wa Ne Malanda empfing am 18. August 1940 das Sakrament der Priesterweihe für das Bistum Matadi.
Am 15. November 1960 ernannte ihn Papst Johannes XXIII. zum Titularbischof von Gindarus und bestellte ihn zum Weihbischof in Matadi. Der Bischof von Matadi, Alphonse Marie Van den Bosch CSsR, spendete ihm am 12. Februar 1961 die Bischofsweihe; Mitkonsekratoren waren der Weihbischof in Léopoldville, Joseph-Albert Malula, und der Weihbischof in Kisantu, Pierre Kimbondo.
Am 18. Dezember 1965 ernannte ihn Paul VI. zum Bischof von Matadi. Die Amtseinführung erfolgte am 8. Januar 1966. Papst Johannes Paul II. nahm am 8. März 1985 das von Simon N’Zita Wa Ne Malanda aus Altersgründen vorgebrachte Rücktrittsgesuch an.
Simon N’Zita Wa Ne Malanda nahm an der ersten, zweiten und vierten Sitzungsperiode des Zweiten Vatikanischen Konzils teil.